# Col de Lepoeder
Le col de Lepoeder, col Lepoeder ou col Lepœder, ou Collado Lepoeder en espagnol, est le nom donné à un col de passage historique de la chaîne pyrénéenne, dans son extrémité occidentale. Près de la frontière franco-espagnole, il se trouve néanmoins entièrement en Espagne, à la limite entre le municipios de Valcarlos au nord et à l'ouest et celui de Orbaitzeta à l'est.
Il est rendu célèbre comme lieu possible de la bataille de Roncevaux qui y oppose, le 15 août 778, l'arrière-garde de l’armée de Charlemagne, commandée par Roland, aux Vascons, épisode qui fournit la trame légendaire de La Chanson de Roland et d’une partie de la Chronique du Pseudo-Turpin. L'autre lieu souvent cité pour cette bataille est le col de Roncevaux.
Le col Lepoeder est un point de passage du Camino navarro sur le chemin du pèlerinage de Saint-Jacques-de-Compostelle. Cependant, comme l'accès au col est une piste depuis la RD 428 jusqu'au col de Roncevaux, cet itinéraire est déconseillé lorsque les conditions météorologiques sont mauvaises ou lorsque le sol est trop enneigé.

## Toponymie
Du basque lepo (col) et eder (beau) qui signifie « beau col ».

## Géographie
Le col de Lepoeder se trouve entièrement en Espagne, à la limite entre les territoires des municipalités de Valcarlos au nord et à l'ouest et celui de Orbaitzeta à l'est.
Il est également très proche de la limite de la municipalité de Roncevaux dont il n'est séparé de quelques centaines de mètres à vol d'oiseau par le Barranco (ravin) de Changoa au sud et de la même distance environ par la piste au sud-est en direction du col de Roncevaux.
Le col s'élève à 1 432 mètres d’altitude selon les relevés IGN. Il est souvent coté 1 430 mètres sur les cartes et guides.

## Histoire

### Variations géographiques
Pour relier Bordeaux (Burdigala) et Astorga, les Romains font passer une voie romaine au col de Bentarte et au col Lepoeder, qui est probablement l’itinéraire préhistorique. Cet itinéraire est attesté par le trophée romain à Urculu (1 419 m), à proximité du col de Bentarte, et par le passage de la voie romaine à Saint-Jean-le-Vieux, alors relais romain, signalé par l’itinéraire d'Antonin. La route suivait ainsi la crête entre Saint-Jean-Pied-de-Port et le col de Roncevaux (appelé aussi puerto d'Ibañeta).
Au Moyen Âge, le chemin de Saint-Jacques-de-Compostelle emprunte le tracé antique sur la plupart de son parcours. Cette route est maintenue jusqu’au XIXe siècle, et améliorée par Napoléon Ier — route impériale 133, puis route royale (1815-1851) et à nouveau impériale (1851-1870).
À partir de 1841, la route est concurrencée par la route côtière, passant par Bayonne. En 1881, elle est abandonnée au profit d’une nouvelle route, plus large, par le puerto d’Ibañeta. C'est actuellement, la route espagnole N-135, qui prolonge la route française D 933, en passant par Arnéguy, Valcarlos et le puerto d’Ibañeta (col de Roncevaux à 1 057 m).

### Antiquité
Pour franchir le Summus Pyrenaeus, l’auteur du Guide du Pèlerin écrit : « Dans le Pays basque, la route de Saint-Jacques franchit un mont remarquable appelé Port de Cize. Pour le franchir, il y a huit milles à monter et autant à descendre. En effet, ce mont est si haut qu’il paraît toucher le ciel, celui qui en fait l’ascension croit pouvoir, de sa propre main, toucher le ciel ».
C’est la route romaine que suivirent, au Ve siècle, Suèves, Vandales, Wisigoths et Alains, et, en 732, mais dans l’autre sens, les troupes musulmanes, finalement battues par celles de Charles Martel à la bataille de Poitiers.

### Pèlerinage de Compostelle
Au départ de Saint-Jean-Pied-de-Port les étapes sont les suivantes : Honto (ou Huntto), Château-Pignon, la Croix Thibaud, la brèche de Leizar Ateka, Loibeltx, le col de Bentarte, les ruines d'Elizaxarra, le col de Lepoeder (point culminant de la voie), le puerto d'Ibañeta (ou col de Roncevaux), Roncevaux, Burguete, Espinal, Bizkarreta-Gerendiain, Lintzoain, le puerto de Erro, Zubiri, Pampelune, etc.
Les pèlerins de Saint-Jacques passaient ensuite par l’ermitage de San Salvador de Ibañeta dont il ne reste que les vestiges de la chapelle fondée en 1127, au puerto de Ibañeta. Ils y trouvaient aussi un hôpital très renommé ; sa cloche orientait les pèlerins, dès 1071, lorsque le brouillard se faisait trop épais, ce qui arrive assez fréquemment dans la région. La chapelle actuelle, inaugurée en 1965, año jacobeo (« année de Saint-Jacques »), par le gouvernement de Navarre, a été bâtie à proximité de l’ancienne. À côté, une stèle trilingue invite en basque, espagnol et français, à prier la Vierge de Roncevaux.
En l’espace de quelques centaines de mètres, on arrive très vite à Roncevaux, situé à l’entrée de la plaine de Burguete sillonnée de nombreux ruisseaux. On peut encore suivre l’ancien chemin qui se sépare de la route actuelle, sur la gauche, pour s’engager directement dans les imposants bâtiments de l’hôpital.

## Légendes

### La légende de Roland
Les deux épisodes essentiels de cette légende sont : le moment où Roland sonne le cor ; le choc de son épée Durandal sur le roc, qui aurait ouvert la brèche de Roland. Un cor sculpté en ivoire de l’époque carolingienne est traditionnellement considéré comme le cor de Roland, que représente un vitrail très célèbre du XIIIe siècle à la cathédrale de Chartres. Ce cor fit partie du trésor des rois de France en la basilique Saint-Denis jusqu'au 11 septembre 1793, date où ce dernier fut largement dispersé ou perdu du fait des révolutionnaires français. La tradition a également retenu le nom de Ganelon comme celui du traître par excellence, et celui d’Olivier, compagnon de Roland, comme symbole de l’ami parfait.

### Le miracle du Port de Cize
Une légende se déroule au col de Cize que l'on assimile aujourd'hui au col de Roncevaux mais qui est tout aussi vraisemblablement le col de Bentarte ou le col de Lepoeder : c’est le cinquième miracle du De miraculis sancti Jacobi.
En l’an 1080, trente chevaliers lorrains décidèrent de partir en pèlerinage à Compostelle, se promettant tous, à l’exception d’un seul, aide mutuelle le long du chemin. Ils parvinrent jusqu’en Gascogne, quand un des participants, tombé malade au bourg de Porta Clausa, se trouva dans l’incapacité de marcher. Le soutenant à grand-peine, ses compagnons atteignirent en quinze jours, au lieu de cinq, le village Saint-Michel, au pied du col de Cize, avant de l’abandonner, parjures à leur serment.
Seul, celui qui s’était abstenu de jurer resta à son chevet. Le lendemain, au prix de très grands efforts, ils gravirent tous deux la crête du col, où, la nuit venue, l’âme du malade quitta ce monde, portée par saint Jacques au paradis. Glacé d’effroi, voulant offrir au défunt une sépulture, le chevalier implora l’aide du saint, qui, surgissant des ténèbres sur son destrier, prit le mort dans ses bras et invita le Lorrain à monter en croupe derrière lui. Avant le lever du soleil, ils étaient parvenus au Monte del Gozo dominant Compostelle, où le défunt fut enseveli par les chanoines de la basilique.
Sur ordre de saint Jacques, le chevalier rejoignit ses compatriotes à León, leur narra le miracle, et tous achevèrent leur pèlerinage dans la repentance.